# Vu du ciel (série télévisée)
Pour les articles homonymes, voir Vu du ciel.
 (novembre 2009).
Si vous disposez d'ouvrages ou d'articles de référence ou si vous connaissez des sites web de qualité traitant du thème abordé ici, merci de compléter l'article en donnant les références utiles à sa vérifiabilité et en les liant à la section « Notes et références ».
Vu du ciel est une émission de télévision documentaire française présentée par Yann Arthus-Bertrand entre 2006 et 2011. Elle traite de la conservation de la nature et de l'impact des enjeux socio-économique sur la planète. Elle se décline en 2 saisons de 4 épisodes et une troisième de 7 épisodes, soit 15 épisodes d'une durée de 90 minutes. Les saisons 1 et 2 ont été diffusées à 20 h 50 sur France 2, et la troisième saison sur France 3 à 20 h 35.
Malgré une bonne audience, l'émission a été définitivement arrêtée en juillet 2011 après que la direction de France 3 ne se dise plus intéressée.
Cette émission a été diffusée sur de nombreuses autres chaînes de télévision comme Planète+, Planète Thalassa, France Ô ainsi que sur Évasion, où elle était divisée en deux parties.
Durant la saison 2014-2015, RMC Découverte diffuse Vu du ciel tous les derniers mardi du mois.

## Épisodes

### Saison 1 (2006-2007)
| № | # | Titre original                                                               | 1re diffusion en France |
| - | - | ---------------------------------------------------------------------------- | ----------------------- |
| 1 | 1 | Tout est vivant et tout est lié                                              | 31 octobre 2006         |
| 2 | 2 | Défendre l'eau, c'est défendre la vie                                        | 4 janvier 2007          |
| 3 | 3 | La mer a besoin de nous comme nous avons besoin de la mer                    | 17 avril 2007           |
| 4 | 4 | La terre n'appartient pas à l'homme, c'est l'homme qui appartient à la terre | 5 juillet 2007          |

### Saison 2 (2007-2008)
| № | # | Titre original                        | 1re diffusion en France |
| - | - | ------------------------------------- | ----------------------- |
| 5 | 1 | 6 milliards d'hommes à nourrir        | 4 décembre 2007         |
| 6 | 2 | L'animal sauvage existe-t-il encore ? | 1er mai 2008            |
| 7 | 3 | Pour que vivent les grands fleuves    | 28 août 2008            |
| 8 | 4 | L'Appel de la forêt                   | 23 décembre 2008        |

### Saison 3 (2009-2010-2011)
| №  | # | Titre original                        | 1re diffusion en France |
| -- | - | ------------------------------------- | ----------------------- |
| 9  | 1 | Toujours plus!                        | 21 octobre 2009         |
| 10 | 2 | La fin du pétrole                     | 25 novembre 2009        |
| 11 | 3 | Les héros de la nature: Le Gabon      | 29 mars 2010            |
| 12 | 4 | Les héros de la nature: Le Bangladesh | 16 juin 2010            |
| 13 | 5 | Les héros de la nature: Le Sénégal    | 8 septembre 2010        |
| 14 | 6 | Les héros de la nature: Le Canada     | 5 janvier 2011          |
| 15 | 7 | Volcans, la Terre déchaînée           | 8 juillet 2011          |

## Audiences
- Le deuxième épisode a été suivi en moyenne par 3,46 millions de téléspectateurs selon Médiamétrie, plaçant France 2 en troisième position des audiences de la soirée avec une part d'audience qui a atteint 15,1 %.
- Le troisième épisode a été suivi en moyenne par 3,7 millions de téléspectateurs selon Médiamétrie, plaçant France 2 en troisième position des audiences de la soirée avec une part d'audience qui a atteint 17,3 %.
- Le premier épisode de la troisième saison, « Toujours plus ! » a été suivi en moyenne par 3,34 millions de téléspectateurs selon Médiamétrie, plaçant France 3 en quatrième position des audiences de la soirée avec une part d'audience qui a atteint 12,7 %